# Sulo Suorttanen
Sulo Elias Suorttanen, född 13 februari 1921 i Valkeala, död 24 september 2005 i Kouvola, var en finländsk ämbetsman och politiker. 
Suorttanen blev vicehäradshövding 1954. Han var 1958–1972 biträdande polisinspektör i Kymmene län och blev 1972 äldre länsassessor vid länsrätten. Han var ledamot av Finlands riksdag för Agrarpartiet/Centerpartiet 1962–1970 och 1972–1975 samt försvarsminister och andre inrikesminister 1966–1970. Han var tillförordnad  kanslichef vid länsstyrelsen i Kymmene län 1980–1986.